# The Classic Guide to Strategy
The Classic Guide to Strategy je kompilační album Johna Zorna, vydané v roce 1996. Album obsahuje alba The Classic Guide to Strategy Volume One z roku 1983 (skladby 1–2) a Classic Guide to Strategy Volume Two z roku 1985 (skladby 3–8).

## Seznam skladeb
Všechny skladby napsal John Zorn.
| Pořadí | Název                                     | Délka |
| ------ | ----------------------------------------- | ----- |
| 1.     | Senki (War Spirit)                        | 19:36 |
| 2.     | The Moon in the Cold Stream Like a Mirror | 19:32 |
| 3.     | Aoyanian Michi                            | 11:15 |
| 4.     | Enoken                                    | 3:21  |
| 5.     | Katsumi Shigeru                           | 6:34  |
| 6.     | Kondo Toshinori                           | 6:04  |
| 7.     | Togawa Jun                                | 8:54  |
| 8.     | Mori Ikue                                 | 2:38  |

## Sestava
- John Zorn – altsaxofon, sopránsaxofon, klarinet